# Gottfried Stracke
Gottfried Stracke, auch Godefridus Stracké (* 3. September 1813 in Dorsten, Département Lippe; † 1848 in Bocholt, Provinz Westfalen), war ein deutscher Bildhauer.

## Leben
Gottfried Stracke war ein Spross der deutsch-niederländischen Bildhauer-Dynastie Stracke (Stracké). Sein Vater war der in Dorsten geborene Bildhauer Ignatius Stracké, ein Schüler von Christian Daniel Rauch und der Berliner Bildhauerschule, der später die Koninklijke School voor Nuttige en Beeldende Kunsten in ’s-Hertogenbosch leitete. Gottfrieds Brüder Johannes Theodor (auch Jean Theodore) und Franz (auch Frans) wurden ebenfalls Bildhauer.
Gottfried Stracke war ein Schüler des klassizistischen Bildhauers Ludwig Schwanthaler und unternahm Bildungsreisen nach Italien und in Süddeutschland. Mit Schwanthaler beteiligte er sich an der Gestaltung der Triumph-Germania am südlichen Giebel der Walhalla („Tempel deutscher Ehren“) in Donaustauf bei Regensburg. Dort lernte er seine Frau Barbara Gutthann (* um 1813) kennen. Am 21. Januar 1840 heirateten sie in Rees am Rhein. Mit ihren Kindern, dem 1842 geborenen Theodor, der später auch ein Bildhauer wurde, und dem Jüngsten, Julius Augustus Albrecht (1844–1879), kam die Familie zwischen 1845 und 1848 nach Bocholt. Dorthin soll sie ein „Liebhaber sakraler Kunst“ geholt haben. In Bocholt eröffnete Stracke ein Atelier. Er schuf Standbilder und Altäre für Kirchen in Bocholt und der näheren Umgebung. Überliefert ist, dass er auch zahlreiche Statuen für Kirchen in Münster und fünf Figuren für das Historische Rathaus Münster geschaffen haben soll. 
1848 kam Gottfried Stracke, bereits an „Schwindsucht“ erkrankt, durch eine Rauchvergiftung ums Leben. Er hatte versucht, das brennende Haus des Nachbarn zu löschen.